# Mar Yahb-Alaha Ier
Mar Yahb-Alaha Ier, Yahballaha I ou Jaballana est catholicos de Séleucie et Ctésiphon de 415 à 420.
Son nom signifie en syriaque, « Dieu a donné ».
Il convoque un synode en 420,, dans la ville de Sustar. Ce synode reprend les conclusions du concile de Séleucie-Ctésiphon réuni par Mar Isaac en 410. Notamment, il défend la pénitence comme moyen de relever ceux que Satan a fait chuter.